# Mongólia a 2018. évi téli olimpiai játékokon
Mongólia a dél-koreai Phjongcshangban megrendezett 2018. évi téli olimpiai játékok egyik részt vevő nemzete volt. Az országot az olimpián 1 sportágban 2 sportoló képviselte, akik érmet nem szereztek.

## Sífutás
Távolsági
Férfi
| Versenyző           | Versenyszám | Idő     | Helyezés |
| ------------------- | ----------- | ------- | -------- |
| Achbadrakh Batmunkh | 15 km       | 41:40,4 | 93.      |

Női
| Versenyző            | Versenyszám | Idő     | Helyezés |
| -------------------- | ----------- | ------- | -------- |
| Otgontsetseg Chinbat | 10 km       | 32:52,1 | 84.      |